# Большая Пеньба
Большая Пеньба  — деревня в Уржумском районе Кировской области в составе Уржумского сельского поселения.

## География
Находится на расстоянии примерно 8 километров на северо-запад от районного центра города Уржум.

## История
Известна с 1802 года, когда здесь была учтена 61 душа ясашных крестьян. В 1873 году учтено дворов 35 и жителей 226, в 1905 47 и 228, в 1926 51 и 226 (157 мари), в 1950 38 и 128. В 1989 году оставалось 82 жителя.

## Население
Постоянное население  составляло 77 человек (русские 49%, мари 43%) в 2002 году, 80 в 2010.